# Западна Сиера Мадре
Западна Сиера Мадре (на испански: Sierra Madre Occidental) планинска верига в западната част на Мексико, явяваща се западна ограда на Мексиканската планинска земя. На изток с полегати склонове се спуска към платата Северна и Централна Меса, а на запад със стръмни склонове – към крайбрежната низина на Калифорнийския залив. Дължината ѝ е 683 km, ширината до 400 km, а площта 121 485 km². Средната надморска височина е между 1500 и 2000 m, а максималната е връх Серо Гордо (3352 m). Планината е изградена в основата си от докамбрийски метаморфни скали, а чехълът – от много по-млади седименти и интрузивни гранити, препокрити с мощен слой от неогенови лави. Разработват се находища на сребро и злато. Склоновете ѝ са дълбоко разчленени от долините на реките, като някои каньони по западния слон са с дълбочина до 200 m. На север склоновете са заети от ксерофитни храсти, които на височина около 2000 m се сменят с редки сухи борови гори. В южните части се появяват твърдолистни гори с опадливи листа през зимата.